# Hans Köchler

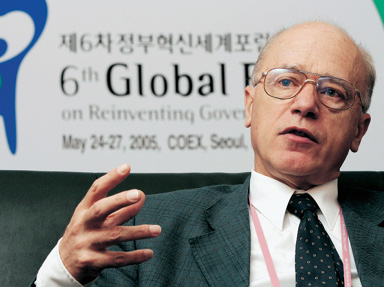
Hans Köchler

Hans Köchler (* 18. Oktober 1948 in Schwaz, Tirol) ist ein österreichischer Philosoph und Universitätsprofessor. Der langjährige Vorstand des Institutes für Philosophie an der Universität Innsbruck (1990–2008) ist Mitglied der Faculty der „Academy for Cultural Diplomacy“ in Berlin, Vorsitzender der Arbeitsgemeinschaft für Wissenschaft und Politik und Präsident der „International Progress Organization“, einer Organisation mit Konsultativstatus bei den Vereinten Nationen. Köchler erreichte internationale Bekanntheit unter anderem durch die Ernennung zum Beobachter des Prozesses im Rahmen des Lockerbie-Anschlages durch den früheren Generalsekretär der UNO, Kofi Annan, und durch seine Arbeiten zum „Dialog der Zivilisationen“ seit den 1970er Jahren.

## Leben
Hans Köchler maturierte 1967 am Gymnasium Meinhardinum Stams, 1972 wurde er an der Universität Innsbruck zum Dr. phil. sub auspiciis praesidentis rei publicae promoviert. Er gründete 1972 die International Progress Organization mit Sitz in Innsbruck (ab 1976 Wien); 1974: Weltrundreise zur Propagierung des Dialoges der Zivilisationen; 1977: Habilitation; 1982–2014: Universitätsprofessor für Philosophie (Professur für politische Philosophie und philosophische Anthropologie) an der Universität Innsbruck; weitere Lehrtätigkeit an der juristischen Fakultät der Universität Innsbruck und an der geisteswissenschaftlichen Fakultät der Universität Wien; 1998: Gastprofessor an der Universität Malaya, Kuala Lumpur, Malaysia; seit 2004: Gastprofessor an der Polytechnischen Universität der Philippinen in Manila; seit 2010: Kopräsident der Internationalen Akademie für Philosophie. Seit 2018 lehrt Köchler am Center for Cultural Diplomacy Studies (CCDS) in Berlin.

## Philosophie
Köchlers Schwerpunkte liegen in den Bereichen Rechtsphilosophie, politische Philosophie, Phänomenologie, Hermeneutik, Kulturphilosophie, philosophische Anthropologie.

### Phänomenologie
Köchler legte eine erkenntnistheoretische Kritik des phänomenologischen Idealismus von Edmund Husserl vor (Die Subjekt-Objekt-Dialektik in der transzendentalen Phänomenologie, 1974) und plädierte für eine realistische Neubesinnung der Phänomenologie. In diesem Anliegen traf er sich mit dem damaligen Kardinal Karol Wojtyla (dem späteren Papst Johannes Paul II.), dessen phänomenologische Anthropologie er als Erster für eine internationale Öffentlichkeit präsentierte.

### Kulturphilosophie
Mit seiner These von der „Dialektik des kulturellen Selbstverständnisses“, die er zuerst bei einem Vortrag vor der Königlichen Akademie der Wissenschaften in Amman (Jordanien) (1974) erläutert hatte, war Köchler Vorläufer des aktuellen Diskurses über den Dialog der Zivilisationen. Er hat diesen Ansatz auf der in Zusammenarbeit mit der UNESCO veranstalteten Tagung über „Das kulturelle Selbstverständnis der Völker“ (Innsbruck 1974) zur Diskussion gestellt und in zahlreichen Tagungen und Vorträgen über den Dialog zwischen der westlichen Welt und dem Islam weiterentwickelt (vergleiche die von ihm 1981 in Rom organisierte Tagung über den Begriff des Monotheismus im Islam und im Christentum).

### Rechtsphilosophie und Völkerrecht
Köchler hat sich kritisch mit der Rechtstheorie Hans Kelsens auseinandergesetzt und dessen transzendentalphilosophischen Begründungsanspruch der „Reinen Rechtslehre“ in Frage gestellt. Er plädiert für eine normenlogische Vereinheitlichung des Völkerrechts und der innerstaatlichen Rechtssysteme auf der Grundlage der Menschenrechte und entwickelte neue Ansätze zur Demokratie in den internationalen Beziehungen (Democracy and the International Rule of Law, 1978). In seinem rechtstheoretischen Ansatz ist er vom Staatsrechtslehrer Hans Klecatsky beeinflusst. Seine Erfahrungen als Beobachter beim Lockerbie-Prozess in den Niederlanden (2000–2002) veranlassten Köchler zu einer kritischen Analyse des Verhältnisses von Recht und Macht im internationalen Bereich.

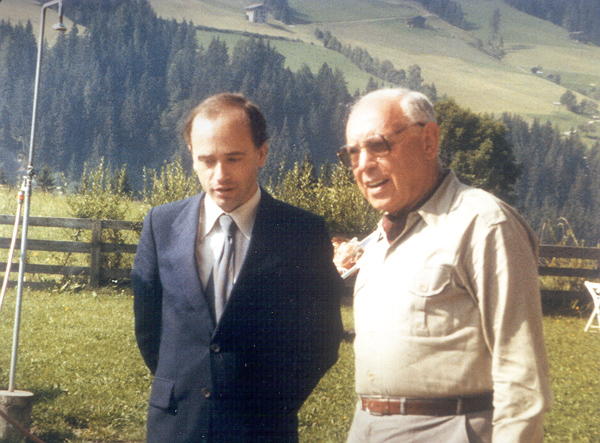
Hans Köchler, links, und der polnische Philosoph Adam Schaff im Sommer 1980 auf dem Europäischen Forum Alpbach

## Wirkung
Köchler war Organisator der ersten internationalen Konferenz über die Alpenregion, die am Anfang der Bemühungen um neue Formen transnationaler Zusammenarbeit innerhalb Europas stand („Arbeitsgemeinschaft Alpenländer“, Euro-Regionen).
Seit der von ihm in New York organisierten Expertentagung zum Anlass des vierzigjährigen Bestandsjubiläums der Vereinten Nationen hat Köchler Vorschläge zur Reform der Vereinten Nationen, insbesondere des Sicherheitsrates, lanciert, die unter anderem vom damaligen deutschen Außenminister Klaus Kinkel positiv kommentiert wurden. 1991 organisierte Köchler am UNO-Sitz in Wien die zweite internationale Konferenz über eine Demokratisierung der Vereinten Nationen.
Als Organisator der internationalen Konferenz über den Terrorismus in Genf („International Conference on the Question of Terrorism“, März 1987) hat Köchler eine Definition des Begriffes „Terrorismus“ vorgeschlagen, die der Generalversammlung der Vereinten Nationen vorgelegt wurde. Köchler hat sich insbesondere mit der Problematik des Unterschiedes zwischen terroristischen Organisationen und nationalen Befreiungsbewegungen beschäftigt und mit der Doktrin des „globalen Krieges gegen den Terror“ auseinandergesetzt. 
In Zusammenarbeit mit dem irischen Nobelpreisträger Seán MacBride hat Köchler 1987 den „Appell von Juristen gegen den Atomkrieg“ lanciert, der am Anfang der Bemühungen der internationalen Zivilgesellschaft stand, die schließlich zu einer „Advisory Opinion“ des Internationalen Gerichtshofes über die völkerrechtliche Zulässigkeit von Atomwaffen führten. 1992 wurde Köchler die Ehrenmedaille des Internationalen Friedensbüros in Genf verliehen.
Auf den Philippinen wurde am 18. Oktober 2003 die Hans Koechler Political and Philosophical Society mit Sitz in Manila gegründet.
Beobachter beim Prozess über die Explosion des PanAm-Flugs 103 über Lockerbie
Als von der UNO nominierter Beobachter beim schottischen Gericht in den Niederlanden (Lockerbie-Prozess) hat Köchler analytische Berichte zum Prozess und Berufungsverfahren verfasst (Jänner 2001, März 2002), in denen er sich mit der Beweislage auseinandersetzte. In den an den Generalsekretär der Vereinten Nationen übermittelten Berichten hatte Köchler den Verdacht eines Justizirrtums geäußert, der zunächst von den Behörden Schottlands und Großbritanniens entschieden zurückgewiesen wurde. Köchler kritisierte insbesondere die Anwesenheit von staatlichen Funktionären Libyens und der USA im Gerichtssaal. In einem Statement am 23. August 2003 kritisierte Köchler die Kompensationsvereinbarung zwischen den USA, Großbritannien und Libyen und verlangte eine volle Aufklärung der Hintergründe des Anschlages. Im Juni 2007 – mehr als sechs Jahre nach Köchlers erstem Bericht – hat die oberste schottische Revisionskommission („Scottish Criminal Cases Review Commission“) mit Argumenten, die zum Teil mit jenen von Köchler identisch sind, ebenfalls den Verdacht auf einen Justizirrtum geäußert und den Fall erneut an das Berufungsgericht zurückverwiesen. Köchlers Berichte haben eine weltweite Diskussion über die Gefahr der Politisierung in der internationalen Strafjustiz ausgelöst – unter anderem auch im britischen Parlament – und eine Debatte über die Rolle von internationalen Prozeßbeobachtern in Gang gebracht.
Kritik an internationaler Strafjustiz
Köchler hat sich kritisch mit der Gefahr der Politisierung der internationalen Strafgerichtsbarkeit -- unter anderem am Beispiel der vom UNO-Sicherheitsrat eingesetzten Sondertribunale -- auseinandergesetzt:
- Global Justice or Global Revenge? International Criminal Justice at the Crossroads (2003).
- Memorandum zum Prozess gegen Slobodan Milosevic (1999).
- Zum Internationalen Strafgerichtshof: Justice and Realpolitik: The Predicament of the International Criminal Court (2017).

## Auszeichnungen
- Ehrenring / Doktorat sub auspiciis praesidentis, Österreich (1972)
- Ehrenzeichen des Österreichischen College, Wien (1985)
- Ehrenzeichen des Internationalen Friedensbüros, Genf (1992)
- „Apostle of International Understanding“, Unity International Foundation, New Delhi, Indien (1990)
- Ehrendoktorat der Geisteswissenschaften, Mindanao State University (MSU), Philippinen (2004)
- Honorarprofessur der Pamukkale-Universität, Türkei (2008)
- Große Ehrenmedaille „David the Invincible“, Armenische Akademie für Philosophie, Armenien (2009)
- Ehrendoktorat der Pädagogischen Staatsuniversität Armeniens (2012)
- Gusi Peace Prize (Philippinen) (2014)

## Werke (Auswahl)
- Die Subjekt-Objekt-Dialektik in der transzendentalen Phänomenologie. Das Seinsproblem zwischen Idealismus und Realismus (1974)
- Der innere Bezug von Anthropologie und Ontologie (1974)
- Skepsis und Gesellschaftskritik im Denken Martin Heideggers (1978)
- Philosophie – Recht – Politik (1985)
- Phenomenological Realism (1986)
- Democracy and the International Rule of Law (1995)
- Neue Wege der Demokratie. Demokratie im globalen Spannungsfeld von Machtpolitik und Rechtsstaatlichkeit (1998)
- Manila Lectures 2002. Terrorism and the Quest for a Just World Order (2002)
- Global Justice or Global Revenge? International Criminal Justice at the Crossroads (2003) (indische Ausgabe 2005, türkische Ausgabe 2005)
- ١ﻠﻣﺳﻠﻤٯ ن ﻭ ١ﻠﻐﺮﺐ. Die Moslems und der Westen: Von der Konfrontation zum Dialog (arabisch). Übersetzt von Dr. Hamid Lechhab (2009)
- World Order: Vision and Reality (2009)
- The Security Council as Administrator of Justice? (2011)
- Force or Dialogue: Conflicting Paradigms of World Order (2015)
- Philosophie in der Lehre: Philosophischer Almanach zu Beginn des Jahrtausends (2018)
- The Saint Petersburg Lectures: Civilization and World Order (2019)
- Challenges and Contradictions of World Order (2022)
- MMXXII: War or Peace (2023)